# Crusta continental

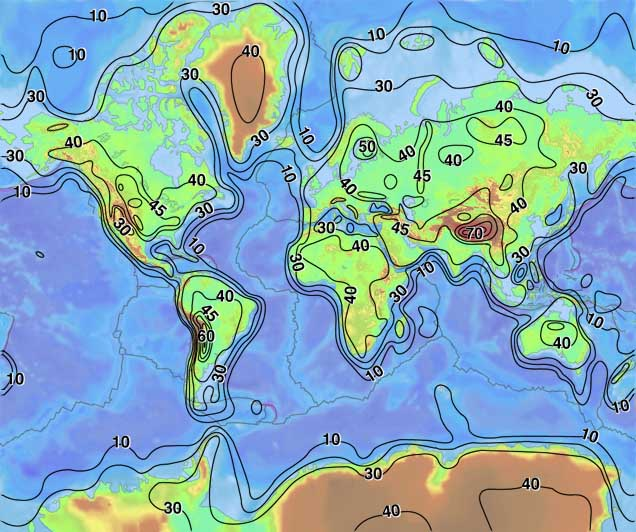
A espessura da crusta terrestre em km.

A crusta continental ou crosta continental é a camada de rochas graníticas, sedimentares e metamórficas que forma os continentes e as zonas de baixa profundidade junto às suas costas, conhecidas como plataformas continentais. É menos densa que o material do manto e assim "flutua" sobre este. A crusta continental é também menos densa que a crusta oceânica, mas muito mais espessa; 20 a 80 km de espessura contra os 5 a 10 km da crusta oceânica. Cerca de 40% da superfície terrestre encontra-se coberta por crusta continental.
Como consequência da diferença de densidades, quando margens activas de crusta continental se encontram com crusta oceânica em zonas de subducção, a crusta oceânica é tipicamente subduzida em direção ao manto. Por causa da sua baixa densidade relativa, a crusta continental é raramente subduzida para o manto (um exemplo é a colisão de blocos continentais com grande espessamento local que pode causar a sua fusão a grande profundidade). Por esta razão, as rochas mais antigas do planeta situam-se nas zonas interiores dos continentes, os chamados cratões e não na repetidamente reciclada crusta oceânica. A rocha continental mais antiga é o gnaisse Acasta com 4.01 biliões de anos enquanto a rocha oceânica mais antiga é do Jurássico.
A elevação das cadeias montanhosas está geralmente relacionada com a espessura crustal. Este facto é consequência da isostasia associada com a orogenia (formação de montanhas). A crusta é espessada pelas forças compressivas produzidas pela subducção ou pela colisão continental. A flutuabilidade da crusta provoca o seu movimento ascendente e as forças de tensão colisional são equilibradas pela gravidade e erosão. Isto dá origem à formação de uma raíz sob as montanhas, que corresponde às zonas de crusta mais espessa.
As zonas mais delgadas da crusta continental situam-se nas zonas de rift onde a crusta é adelgaçada por estiramento e eventualmente rompida, sendo substituída por crusta oceânica. As orlas de fragmentos continentais formados desta forma (como por exemplo as margens do Oceano Atlântico) são chamadas margens passivas.
Discute-se se a quantidade de crusta continental ao longo do tempo aumenta, diminui ou se mantém. Um modelo sugere que até há 3.7 biliões de anos a crusta continental constituía apenas 10% da actual quantidade. Há cerca de 3 biliões de anos essa quantidade seria 25% da actual e após um período de rápido desenvolvimento crustal seria 60% do actual há 2.5 biliões de anos  (Taylor e McLennan, 1995). O desenvolvimento da crusta continental parece assim ter ocorrido ao longo de breves episódios de alta actividade, num total de 5 episódios de maior produção ao longo do tempo geológico (ver gráfico).